# Dikobrazi Starog svijeta
Dikobrazi Starog svijeta (Hystricidae), porodica glodavaca iz Staroga svijeta rasprostranjena na području Europe, Azije, Afrike, Indije i jugoistočne Azije. Glavna karakteristika su im kao i dikobrazima Novog svijeta (Erethizontidae) veoma bodlje po tijelu koje im veoma uspješno koriste u obrani od grabežljivaca, a građene su od keratina. 
Dikobrazi su noćni sisavci koji se danju spavaju skrivajući se u rupama koje same iskopaju jakim kandžama dugim do 40 centimetara. Biljožderi su (lišće i grančice), spore i nenasrtljive životinje, ali veoma opasne ako im se približi, pa je zabilježen i slučaj da se dikobraz obranio i od napada čak 17 lavova.
Njihov životni vijek iznosi oko 15 godina. U Keniji su neka plemena njegovo meso koristili za ishranu, a njegove bodlje koristili za izradu nakita.

## Potporodice
- Atherurinae Lyon, 1907
  - Atherurus F. Cuvier, 1829
  - Sivacanthion Colbert, 1933 †
  - Trichys Günther, 1876
- Hystricinae Fischer de Waldheim, 1817
  - Hystrix Linnaeus, 1758
  - Xenohystrix Greenwood, 1955 †